# Kit de bloqueio do gerador
Um kit de intertravamento de gerador é uma solução prática e econômica para permitir o uso seguro de um gerador portátil durante uma queda de energia em uma residência. Em vez de instalar uma chave de transferência dedicada, o kit de intertravamento adiciona um mecanismo de segurança ao painel de disjuntores existente, garantindo que o disjuntor principal e o disjuntor de carga designado não possam ser ligados simultaneamente.
Esse intertravamento evita o risco de que a energia do gerador seja injetada na rede elétrica local, o que poderia causar danos aos equipamentos da concessionária de energia ou representar um risco para os trabalhadores que possam estar reparando as linhas de transmissão. O disjuntor de carga é reaproveitado para atuar como um "disjuntor de retorno" que recebe a alimentação do gerador, mas com a segurança de que, se o disjuntor principal estiver ligado, o disjuntor do gerador não pode ser ativado, e vice-versa.
Geralmente, o gerador é conectado ao sistema da casa por meio de uma entrada de energia, garantindo uma conexão segura e permitindo que a casa continue funcionando sem interrupções durante uma queda de energia, desde que o gerador tenha capacidade para atender à carga elétrica necessária. O kit de intertravamento é uma alternativa eficaz e de custo mais baixo quando comparado à instalação de sistemas mais complexos de transferência automática de energia, tornando-o uma escolha popular para residências que buscam uma solução simples e segura.
Em condições normais, quando a rede elétrica externa está funcionando, o disjuntor principal está ligado, permitindo que a energia seja fornecida à residência a partir da rede. O disjuntor de retroalimentação, por outro lado, permanece desligado, isolando o gerador da instalação elétrica. Isso garante que a energia do painel de disjuntores venha exclusivamente da rede elétrica externa e não do gerador.
A função do disjuntor de retroalimentação é crucial para evitar qualquer possibilidade de retroalimentação, ou seja, o envio de energia do gerador para a rede elétrica externa. A retroalimentação não tem nenhum benefício para o funcionamento da residência e representa um risco significativo, pois pode danificar tanto o gerador quanto os equipamentos da concessionária de energia, além de criar um perigo para os trabalhadores que estão fazendo reparos nas linhas de transmissão da rede elétrica.
Portanto, enquanto a rede elétrica estiver ativa e fornecendo energia, a configuração de intertravamento do sistema garante que o disjuntor de retroalimentação esteja desligado, isolando completamente o gerador e impedindo qualquer possibilidade de falha ou risco de retroalimentação. Essa medida de segurança é fundamental para garantir a proteção de todos os sistemas envolvidos e o funcionamento adequado do sistema de geração e distribuição de energia da residência.
No modo gerador, o funcionamento do sistema é invertido para permitir que o gerador forneça energia à residência durante uma queda de energia. Nesse modo, o disjuntor de retroalimentação é ativado, permitindo que a energia gerada pelo gerador seja direcionada para o painel de disjuntores. Simultaneamente, o disjuntor principal é desligado, isolando a rede elétrica externa, de modo que a casa não esteja mais conectada à rede.
Dessa forma, a energia gerada pelo gerador alimenta a casa, retroalimentando o painel, mas, o mais importante, o sistema é projetado para garantir que a energia não seja retroalimentada para a rede elétrica externa. Isso é fundamental porque a retroalimentação para a rede pode ser extremamente perigosa e ilegal. Ela representa um risco de choques elétricos para os trabalhadores que podem estar realizando reparos nas linhas de transmissão da rede, além de poder iniciar incêndios, sobrecarregar o gerador e danificar os equipamentos tanto da residência quanto da rede elétrica.
Portanto, o intertravamento entre os disjuntores é uma medida de segurança essencial que impede que a energia gerada pelo gerador seja enviada para a rede elétrica externa, garantindo a segurança dos profissionais da concessionária de energia e protegendo o gerador e outros equipamentos da residência. 

## Instalação e Operação
Os primeiros kits de intertravamento de gerador consistiam em duas placas deslizantes de aço ou plástico (dependendo da marca) mantidas juntas por três parafusos e instaladas na tampa frontal do painel do disjuntor da casa. No entanto, alguns modelos feitos pela Eaton (antiga Cutler-Hammer) e Siemens para painéis fabricados por elas são instalados nos próprios disjuntores adjacentes e consistem em um braço deslizante para disjuntores instalados costas com costas ou um braço giratório para disjuntores instalados lado a lado ou um acima do outro. Esses arranjos permanecem nos disjuntores mesmo se a tampa do painel for removida, ao contrário dos mecanismos instalados nas tampas do painel. Quando o disjuntor principal é ligado, a placa ou braço articulado bloqueia o disjuntor de retorno do gerador e permite que o disjuntor principal permaneça ligado. Por outro lado, quando o disjuntor de retorno do gerador é ligado, o disjuntor principal é bloqueado e permanecerá desligado. O disjuntor de retroalimentação do gerador é conectado a uma entrada do gerador instalada (de preferência) na parte externa da estrutura. Um cabo curto conecta o gerador à entrada da casa, geralmente por meio de um plugue e soquete com trava giratória .

## Vantagens
- Um kit de intertravamento de gerador (ou uma chave de transferência) elimina a necessidade de cabos de extensão para alimentar aparelhos . [2]
- Assim como uma chave de transferência, um kit de intertravamento permite que o gerador energize o painel e todos os seus circuitos (até a capacidade de carga do gerador); não apenas aparelhos com fio.
- Um kit de intertravamento não requer um painel separado para operar; ele é instalado diretamente no painel do disjuntor da casa (desde que tenha um slot de disjuntor de 2 polos não utilizado disponível).

## Desvantagens
- Embora muitos sejam testados por um laboratório independente de acordo com o padrão UL, eles não possuem a marca de listagem UL. [3] Sem uma listagem UL, alguns inspetores elétricos não permitirão o uso desses kits de intertravamento.
- Com os kits instalados na tampa do painel elétrico, a remoção da tampa pode permitir que o disjuntor de retorno do gerador seja ligado enquanto a rede elétrica estiver ligada, [4] potencialmente energizando as linhas de energia ou sobrecarregando o gerador, se o gerador estiver conectado.
- Em algumas aplicações, a instalação de um kit de intertravamento requer a perfuração de furos na tampa do painel; uma vez instalado, ele não pode ser removido.
- Como o disjuntor principal está desligado, os proprietários não têm como saber quando a energia elétrica será restaurada, exceto desligando manualmente o disjuntor do gerador e ligando novamente o disjuntor principal. [5] No entanto, há pelo menos um produto [6] que produzirá um alerta sonoro indicando que a energia elétrica foi restaurada.
- A instalação de um kit de intertravamento utiliza dois ou três espaços no painel do disjuntor existente.